# Stanislas Lalanne

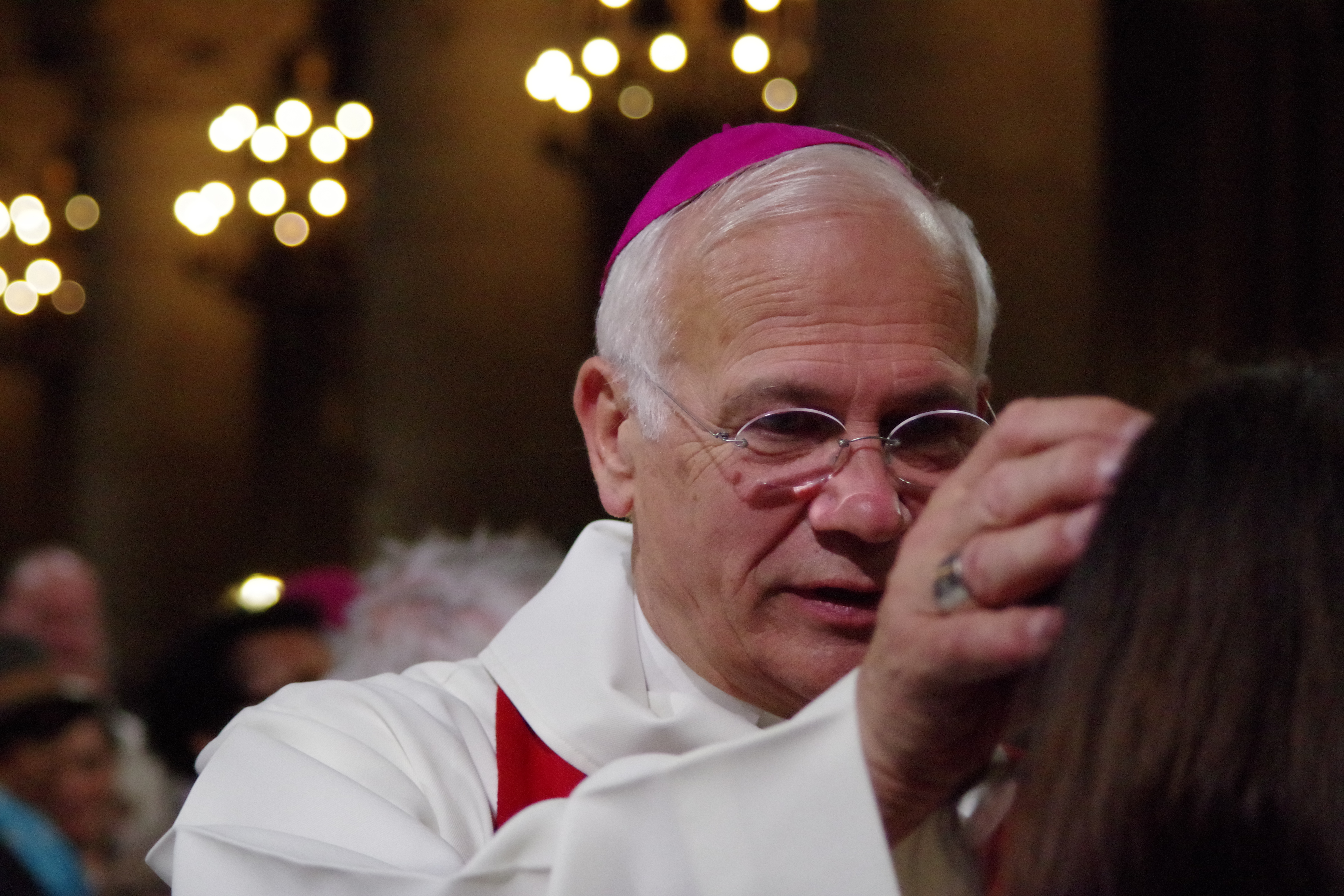
Bischof Lalanne (2015)

Stanislas Marie Georges Jude Lalanne (* 3. August 1948 in Metz) ist ein französischer Geistlicher und emeritierter römisch-katholischer Bischof von Pontoise.

## Leben
Stanislas Lalanne empfing am 8. November 1975 die Priesterweihe.
Papst Benedikt XVI. ernannte ihn am 4. April 2007 zum Bischof von Coutances. Der Erzbischof von Bordeaux, Jean-Pierre Bernard Kardinal Ricard, spendete ihm am 3. Juni desselben Jahres die Bischofsweihe; Mitkonsekratoren waren Hippolyte Simon, Erzbischof von Clermont, und Éric Aumonier, Bischof von Versailles.
Am 31. Januar 2013 ernannte ihn Papst Benedikt XVI. zum Bischof von Pontoise. Am 6. April desselben Jahres wurde Lalanne in das Amt eingeführt. Am 13. Juli 2016 wurde er Mitglied des Kommunikationssekretariats (später: Dikasterium für die Kommunikation) der Römischen Kurie.
Papst Franziskus nahm am 4. Juni 2024 seinen altersbedingten Rücktritt an.